# Mamoudou Elimane Hanne
Mamoudou Elimane Hanne (Francia, 6 de marzo de 1988) es un atleta francés especializado en la prueba de 4 × 400 m, en la que consiguió ser campeón europeo en pista cubierta en 2011.

## Carrera deportiva
En el Campeonato Europeo de Atletismo en Pista Cubierta de 2011 ganó la medalla de oro en los relevos de 4x400 metros, con un tiempo de 3:06.17 segundos que fue récord nacional francés, por delante de Bélgica y Reino Unido (bronce).